# Олав Ґейрстад-Альв
Олав Ґейрстад-Альв або Ґейрстадальв (давньоскан. Ólaf Geirstaðaálf) — напівлегендарний конунг Вестфоллу, правив перші вісімнадцять років самостійно, а коли молодший єдинокровний брат виріс, став співправителем Вестфоллу з ним, решту терміну до смерті.

## Родовід
- Гальвдан Щедрий на Золото але Скнарий на Їжу, конунг Вестфоллу і Румеріке
  -  Ґудрьод Мисливець, конунг Вестфоллу
    -  Гальвдан Чорний, конунг Вестфоллу (спільно з братом) і Аґдеру
      -  Гаральд Прекрасноволосий, король Норвегії
        -  Ейрік I Кривава Сокира, король Норвегії

    -  Олав Ґейрстад-Альв, конунг Вестфоллу (спільно з братом)
      -  Раґнвальд Шанований

## Життєпис
Майже всі стиснуті відомості про життя Олава зібрані в «Колі Земному», в «Сазі про Інґлінґів» ісландського скальда Сноррі Стурлусона.
Він був первістком Гудрьода Мисливця від його першої дружини Альвгільд Альвгейрсдоттір, дочки конунга Альвгейма Альвгейра.
Олав успадкував вотчину у 20 років, коли Ґудрьода вбили, а Гальвдану відповідно був рік, про що також прямо згадується. Тим часом конунг Альвгейр захопив назад посаг, тож Олав мав у підпорядкуванні лише Вестфолл. Потім Вермланд також відпав від синів Ґудрьода, сина ще Гальвдана Білої Кістки, і вони почали платити данину свейським конунгам.
З «Саги про Гальвдана Чорного» відомо, що Гальвдан взяв владу у 18 років, це означає, що Олаву було вже 38 років. Вони розділили Вестфолл рівно навпіл, причому старшому відійшла західна частина, а молодшому східна.
Про його одруження нічого не відомо, але він мав сина Ранґвальда, який став спадкоємцем батькової частини Вестфоллу і приходився двоюрідним братом Гаральду Прекрасноволосому.
Згадується, що він помер від подагри. Існує інша легенда, що Олав Ґейрстад-Альв та інші лідери місцевої громади були поховані живцем, щоб зупинити чуму у VIII ст., яка нібито була спричинена подихом небезпечної тварини.